# 超対称性の破れ
超対称性の破れ（ちょうたいしょうせいのやぶれ、英: Supersymmetry breaking, SUSY breaking）は、素粒子物理学において、超対称性理論から見かけ上は超対称性を持たない物理学が得られる過程であり、超対称性理論と実際の実の間を結びつける上で必須の段階である。自発的対称性の破れの一例である。超重力理論では、結論として、グラビトンが質量を持つようになるヒッグス機構に相当するものをもたらす。
超対称性の破れは、supersymmetry breaking scaleで起きる。超対称性粒子は、超対称性の破れがなければ通常の粒子の質量と等しくなるが、超対称性の破れのためにより質量が大きくなる。